# أفول الدولة العثمانية

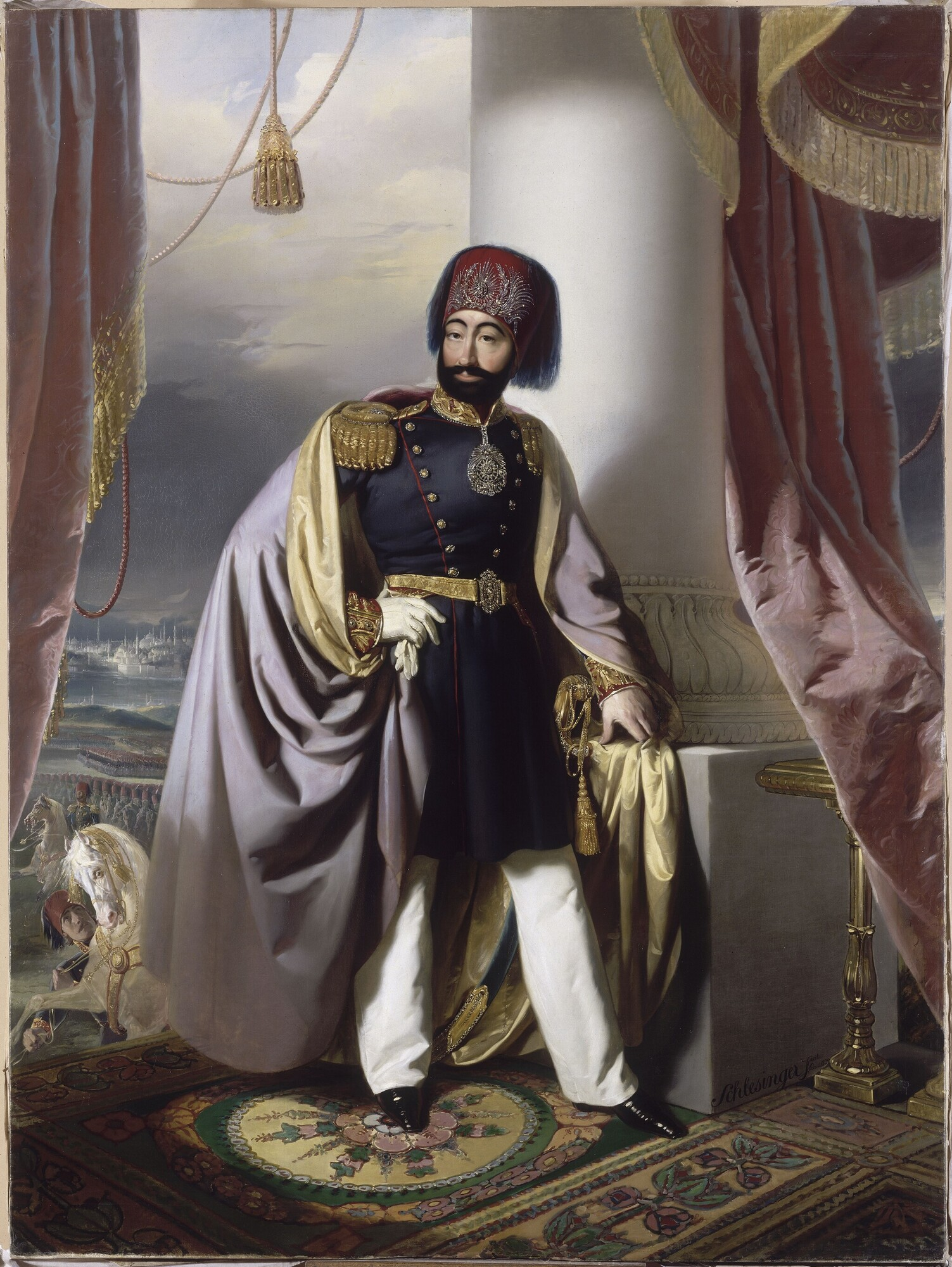
السلطان الغازي محمود خان الثاني "أبو الإصلاح"، بعد إقراره اعتماد اللباس الأوروبي لباسًا رسميًا.

مرحلة الأفول (1828–1908)، تتميز هذه المرحلة بانحدار الدولة العثمانية سريعًا وفقدانها لمعظم ممتلكاتها الباقية في أوروبا، وقيام السلطان محمود الثاني بعدد من الإصلاحات الكبيرة الهادفة لجعل الدولة تواكب أوروبا الغربية في التطور والازدهار. وأوّل ما قام به السلطان محمود الثاني في هذا المجال كان إلغائه لطائفة الإنكشارية بعد أن أصبحت إحدى عوامل تخلّف وتراجع الدولة يقينًا، فاعترض الانكشارية على ذلك وحاولوا التمرد وتجمعوا في أحد ميادين الآستانة، فحصدتهم المدفعية العثمانية حصدًا. أعلن السلطان بعد قضائه على الانكشارية نظامًا جديدًا للجند قلّد فيه الأوروبيين، كذلك قام بعدد من الإصلاحات المدنية مثل إقامة المدارس الحديثة ورفع يد الهيئة الإسلامية عن الإشراف على التعليم، وإرسال بعثات طلابية إلى الخارج، واتجه بالبلاد إلى تقليد أوروبا حتى إنه تزيا بزيهم، واستبدل بالعمامة الطربوش، والعباءة والجلباب بالبذلة الغربية.
أعلنت روسيا الحرب على العثمانيين بعد أن رفضت الدولة العثمانية الاعتراف بقرارات مؤتمر لندن الذي نص على استقلال اليونان، وتمكنت من احتلال البغدان والأفلاق، بل وصلت إلى مدينة أدرنة وهددت الآستانة بالسقوط، فتدخلت بريطانيا وفرنسا لوقف تقدم روسيا خوفًا على مصالحها في الشرق، فعُقدت بين الروس والعثمانيين معاهدة أدرنه التي نصت على عودة المناطق التي احتلها الروس إلى الدولة العثمانية مقابل تمتع روسيا ببعض الامتيازات وتعويضها عن الخسائر التي تكبدتها في الحرب، واستقلال بلاد الصرب وتسليم ما تحتفظ به الدولة من قلاعها. وفي أواسط سنة 1830م، ساءت العلاقات بين الدولة العثمانية وفرنسا مجددًا، بعد أن نفذت الأخيرة ما كانت تنويه من مدّة، ألا وهو الاستيلاء على ولاية الجزائر بدعوى منع تعدي القراصنة المسلمين على مراكبها التجارية، وبذلك فقدت الدولة العثمانية الجزائر إلى الأبد، على الرغم من استبسال المقاومة بقيادة الأمير عبد القادر الجزائري، الذي اضطر للاستسلام بعد أن دافع عن بلاده مدة سبع عشرة سنة.

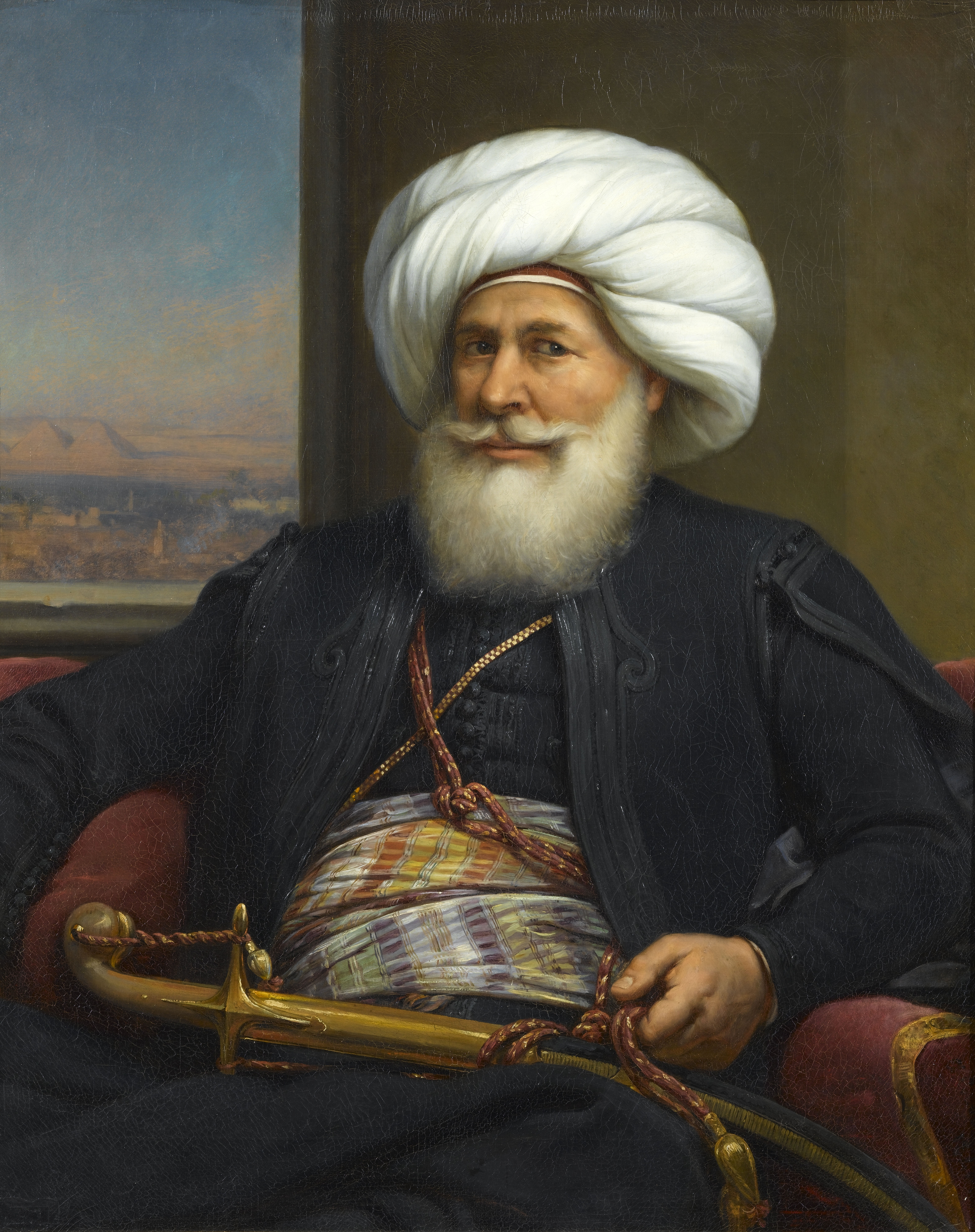
محمد علي باشا، أبرز ولاة الشرق العربي العثماني في أواسط القرن التاسع عشر، وأشهر من أعلن العصيان على الدولة العثمانية في ذلك الوقت.

استمرت المشاكل تنهال على الدولة العثمانية بعد سقوط الجزائر، وذلك أن والي مصر محمد علي باشا طمع في توسيع رقعة نفوذه بعد أن غدا أقوى ولاة السلطان العثماني في الشرق العربي، وكان السلطان محمود الثاني قد وعد محمد علي بأن يوليه على بلاد الشام لقاء خدماته الجليلة التي قدمها للدولة، لكنه عاد وأخلف وعده، إذ شعر أن وجود محمد علي في الشام خطرٌ على كيان السلطنة نفسها. فقرر محمد علي أن يجتاح بلاد الشام بالقوة، فوجه جيشه إلى فلسطين وأخضعها، ثم زحف على مدن الساحل اللبناني وفتحها الواحدة تلو الأخرى، وسرعان ما لحقت بها سوريا الوسطى والشمالية، وامتد زحف الجيش المصري إلى الأناضول حيث هزم الجيش العثماني حديث النشأة في قونية، وأصبح قاب قوسين أو أدنى من الآستانة، حتى خُيل للعالم في ذلك الوقت أن نهاية الدولة العثمانية أصبحت قريبة. عقب هزيمة قونية، استنجد السلطان محمود الثاني بالدول الأوروبية للوقوف في وجه الخطر المداهم، فلم ينجده إلا روسيا، التي أرسلت 15 ألف جندي إلى الآستانة للدفاع عنها، فخشيت بريطانيا وفرنسا من امتداد النفوذ الروسي وتوسطت للصلح مع محمد علي، حيث أقر له السلطان بولاية مصر وجزيرة كريت وفلسطين ولبنان وأضنة، لقاء نفس الأموال التي كان يؤديها عن الشام الولاة العثمانيون من قبل. وفي غضون ذلك توسّع النفوذ الروسي في الدولة خصوصًا بعد أن أبرم السلطان معاهدة مع روسيا تعهدت فيها الأخيرة بالدفاع عن الدولة العثمانية لو هاجمها المصريون أو غيرهم. عمل السلطان محمود الثاني في أواخر أيامه على استعادة الشام ومصر، فجمع جيشًا جديدًا، ونشط عملاؤه في الشام يحرضون الشعب للثورة على المصريين، ثم سار الجيش وقام بهجوم عبر الفرات أسفر عن كارثة نزلت به، إذ بدده الجيش المصري في معركة نصيبين عام 1839م. ولم تصل أنباء هذه الهزيمة إلى السلطان محمود الثاني، إذ توفي قبل ذلك بأيام.

## عبد المجيد الأول

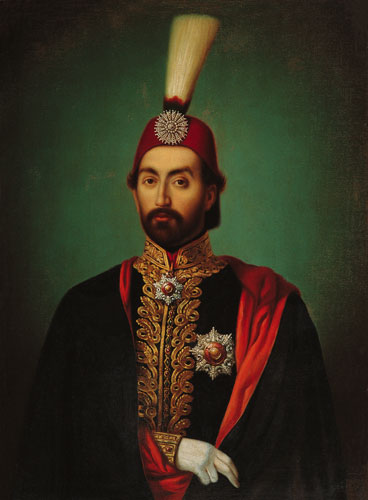
السلطان الغازي عبد المجيد خان الأول.

خلف السلطان عبد المجيد الأول أباه السلطان محمود الثاني، وهو صبيّ لم يبلغ الثامنة عشرة من عمره، وكانت الدولة العثمانية على شفير الانهيار، إذ أصبحت بلا جيش، بفعل خسارة الجيوش العثمانية أمام المصريين، وتشتيت القوى المسلحة، وبلا أسطول، بفعل انضمام الأسطول العثماني طواعية إلى الأسطول المصري في الإسكندرية، فسارع السلطان الفتى إلى إجراء مفاوضات مع محمد علي، فاشترط الأخير، لعقد الصلح، أن يكون الحكم في الشام ومصر حقًا وراثيًا في أسرته. وكاد السلطان عبد المجيد يقبل شروط محمد علي لو لم تصله مذكرة مشتركة من الدول الأوروبية الكبرى، عدا فرنسا، تطلب إليه بألا يتخذ قرارًا يتعلق بمحمد علي إلا بمشورتهم، ووعدوه بالتوسط بينه وبين محمد علي، فوافق على ذلك. ثم اجتمعت كل من بريطانيا وروسيا وبروسيا والنمسا وعقدوا اتفاقية صدق عليها العثمانيون، وعرضوها على محمد علي، وهي تنص على بقاء ولاية مصر وراثية في عائلته، وولاية عكا مدى حياته، فرفض محمد علي ذلك وطرد المندوبين الأوروبيين والمندوب العثماني من مصر، وبناءً على ذلك هاجمت البوارج الحربية البريطانية والنمساوية والعثمانية مدن الساحل الشامي واستطاعت أن تحرز انتصارًا كبيرًا على جيوش محمد علي بقيادة ابنه إبراهيم باشا، وأجبرته على العودة إلى مصر والانكماش فيها، وبذلك عادت الشام إلى ربوع الدولة العثمانية، وأصبحت سيادة الدولة على مصر سيادةً اسميّة. توصلت الدول الأوروبية الكبرى، بعد انتهاء الأزمة العثمانية - المصرية، إلى عقد اتفاقية جماعية مع الدولة العثمانية، أُطلق عليها تسمية «معاهدة المضائق» أو «اتفاقية لندن للمضائق»، وقد أرست هذه الاتفاقية نظامًا للمضائق العثمانية ظل مطبقًا بدون إدخال تعديلات جوهرية عليه حتى قيام الحرب العالمية الأولى. حدث في عهد السلطان عبد المجيد عدد من الفتن الداخلية في الولايات العثمانية، وازدادت الدولة ضعفًا على ضعف، مما زاد من أطماع الدول الأوروبية فيها، فدُعيت باسم «الرجل المريض»، وأخذ الأوروبيون يخططون لاقتسام تركتها مستقبلاً.

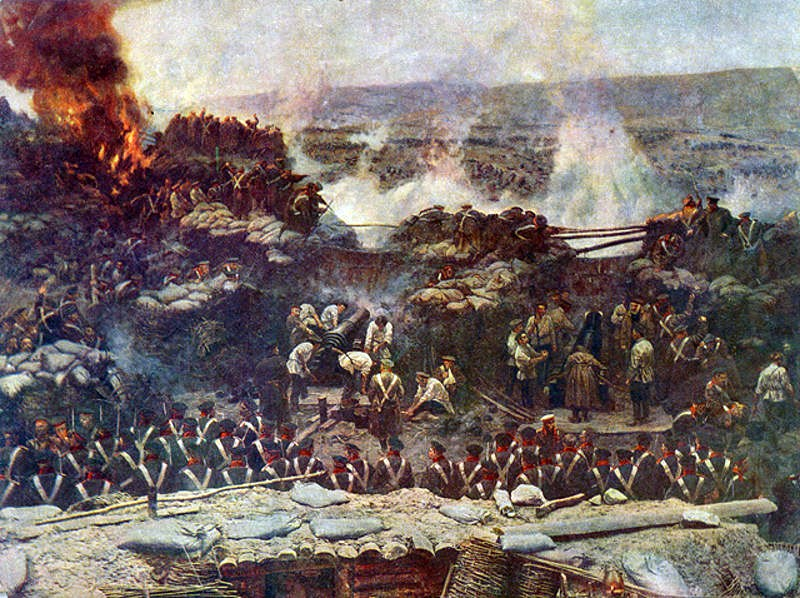
حصار سيڤاستوبول من قبل الجيوش العثمانية والأوروبية خلال حرب القرم، بريشة فرانز روبو.

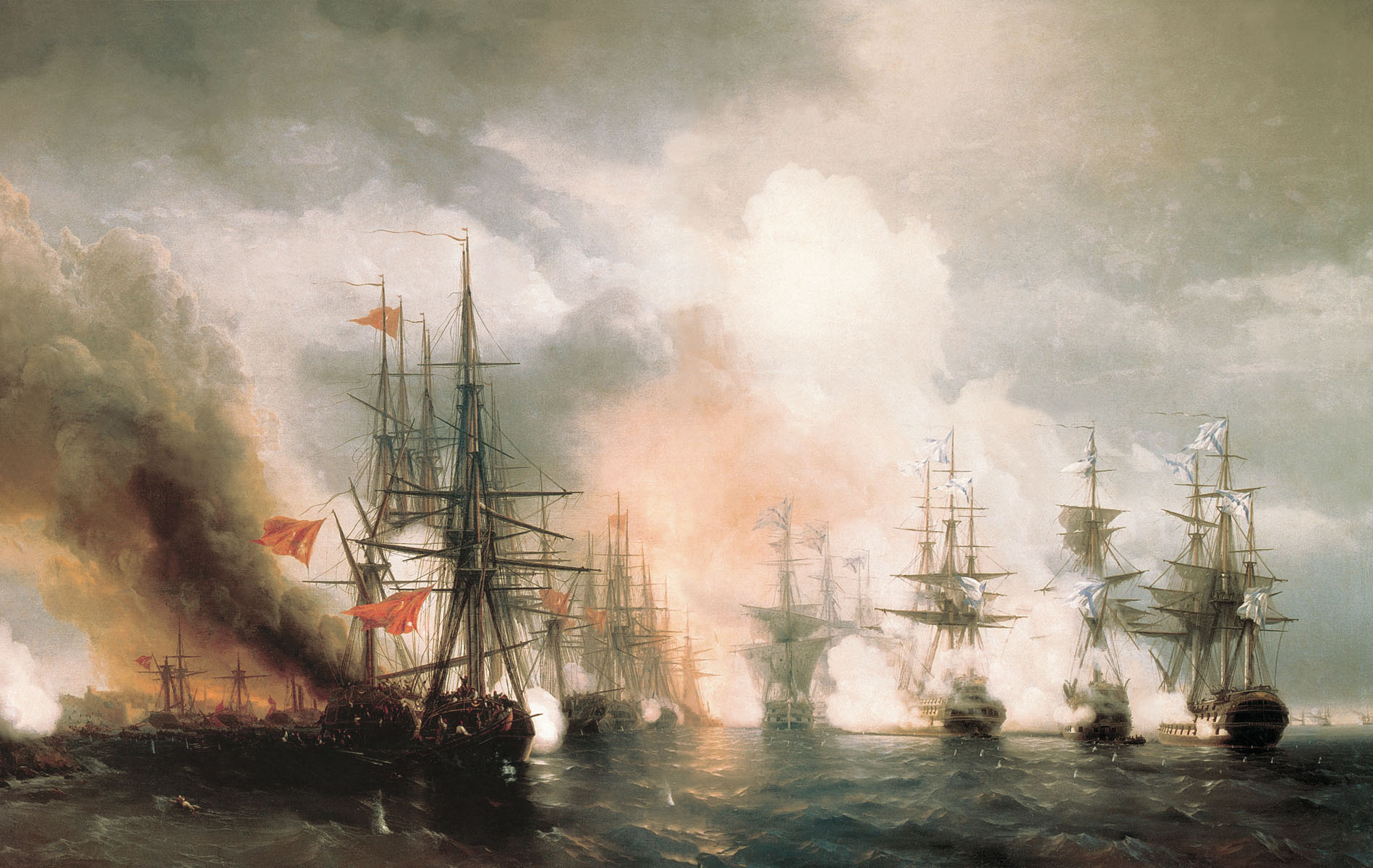
واقعة سينوب البحرية أثناء حرب القرم، التي نجم عنها انتصار الروس وانهزام العثمانيين، بريشة إيڤان آيڤازوڤسكي.

اتخذت المسألة الشرقية في أواخر القرن الثامن عشر، شكلها الحديث، وبرزت مع بداية انحسار المد التوسعي العثماني عن أوروبا، ومع اتجاه العثمانيين المتزايد نحو فقدانهم تفوقهم العسكري أمام الدول الأوروبية، وبخاصة روسيا والنمسا، وقد تحكمت بها ثلاثة عوامل هي: ضعف الدولة العثمانية المتزايد وظهور عدد من القوميات المسيحية الصغيرة في شبه جزيرة البلقان والفتن الداخلية المستمرة في بعض الولايات، وقد سمحت جميع هذه العوامل للدول الأوروبية أن تتدخل في الشؤون الداخلية للدولة وتسيرها حسب مصالحها. ومن أبرز الأحداث التي استغلتها أوروبا للتدخل في الشؤون العثمانية كانت الفتن الطائفية التي وقعت في بلاد الشام خلال عقد الأربعينيات من القرن التاسع عشر، وبلغت ذروتها في جبل لبنان، فتدخلت فرنسا بحجة حماية الكاثوليك وبشكل رئيسي الموارنة، وتدخلت بريطانيا لدعم الدروز، وروسيا لدعم كنيسة أرثوذكسية، فوقعت في البلاد مذابح عظيمة تخللتها سنوات قليلة من السلام.
كما اتجهت الدولة نحو سياسة نقل أمور الولايات إلى سلطة داخلية فأنهوا حكم مماليك العراق في بغداد والبصرة وآل جليلي في الموصل في ثلاثينيات القرن التاسع عشر، كما قضوا على الإمارات الكردية شبه المستقلة في حكاري وسوران وبادينان إثر ضغط دولي عقب مجازر بدر خان في الأربعينيات من نفس القرن.
تُعدّ حرب القرم التي ابتدأت عام 1854م بين روسيا والدولة العثمانية، من أهم مراحل المسألة الشرقية، فقد دفعت هذه الحرب بالعلاقات الدولية نحو التأزم، وغيّرت التحالفات السياسية، فوقفت بريطانيا وفرنسا إلى جانب الدولة العثمانية للدفاع عن سلامة أراضيها ضد الروس. وتتخلص هذه الحرب في أن القيصر الروسي نيقولا الأول اعتقد أن بإمكانه أن يطرح قضية إنهاء المسألة الشرقية بشكل جذري، وأبدى نيته في اقتسام أملاك الدولة العثمانية، فعرض على بريطانيا تقسيم الدولة العثمانية بينهما، فرفضت، فحاول إغراء فرنسا بنفس الإغراء، فرفضت أيضًا، فهددت روسيا باحتلال الأفلاق والبغدان إن لم تعد الدولة العثمانية للإمبراطورية الروسية حق حماية المسيحيين الأرثوذكس الذي فقدته وفق نص معاهدة المضائق، فلم يعرها السلطان أي اهتمام بعد أن وعدته بريطانيا وفرنسا بالدفاع عن الدولة ضد أي هجوم محتمل، فأقدمت روسيا على تنفيذ تهديدها، فتحالف العثمانيون مع بريطانيا وفرنسا والنمسا ومملكة البيمونت بإيطاليا والسويد، وقصفت أساطيلهم ميناء سيڤاستوبول في شبه جزيرة القرم، وضربت الكثير من قلاعه بالإضافة للإغارة على الكثير من موانئ روسيا على البحر الأسود، وتوغلت القوات المتحالفة في أراضي روسيا حتى طلبت الصلح، فعُقدت معاهدة سلام في باريس أنهت الحرب وأنقذت الدولة العثمانية من الخطر الروسي الذي كان يتهددها، وبات من المنتظر أن تغدوا بلدًا متحدًا يأخذ بركب الحياة الدستورية كما عرفها الغرب، وتنضم إلى سائر أعضاء المنظمة الدولة على قدم المساواة.
وفي أواخر عهد السلطان عبد المجيد الأول، نشبت فتنة طائفية كبرى في الشام، وتحديدًا في دمشق وسهل البقاع وجبل لبنان بين المسلمين والمسيحيين عمومًا، والدروز والموارنة خصوصًا، فوقعت مذابح مؤلمة وبلغ عدد القتلى اثني عشر ألفًا، وكان ممثلو بريطانيا وفرنسا يشجعون الفريقين على الانتقام ويساعدونهم على الثأر، فخشي السلطان أن تؤدي هذه الفتنة إلى تدخل الدول الأجنبية العسكري، فأوعز إلى المسؤولين العثمانيين في بيروت ودمشق بوجوب إخمادها حالاً، وأوفد في الوقت ذاته وزير الخارجية فؤاد باشا الذي عُرف بالدهاء والحزم، وخوله سلطات مطلقة لمعالجة الموقف، فقام بمهمته خير قيام وأعدم معظم الذين تسببوا بالمذابح وسجن الباقين ونفى بعضهم وأعاد بعض المسلوبات إلى أصحابها من المنكوبين المسيحيين، وجمع تبرعات كثيرة أنفقها على ترميم القرى. وكانت الدول الأوروبية قد ضغطت على السلطان وحملته على القبول بتشكيل لجنة دولية يوكل إليها أمر إعادة الهدوء إلى جبل لبنان ودمشق، وتصفية ذيول الفتنة. توفي السلطان عبد المجيد يوم 6 يونيو سنة 1861م، الموافق فيه 17 ذي الحجة سنة 1277هـ، عن أربعين سنة، بعد أن قام ببعض الإصلاحات الكبيرة في الدولة، أبرزها فرمانه الشهير الصادر سنة 1856م، الذي ساوى فيه بين جميع رعايا الدولة مهما اختلفت عقيدتهم الدينية، فتحسن وضع المسيحيين بشكل أكبر، وازدادت نسبة المتعلمين منهم، الأمر الذي ساهم في إنعاش اقتصاد الدولة لاحقًا.

## عبد العزيز الأول

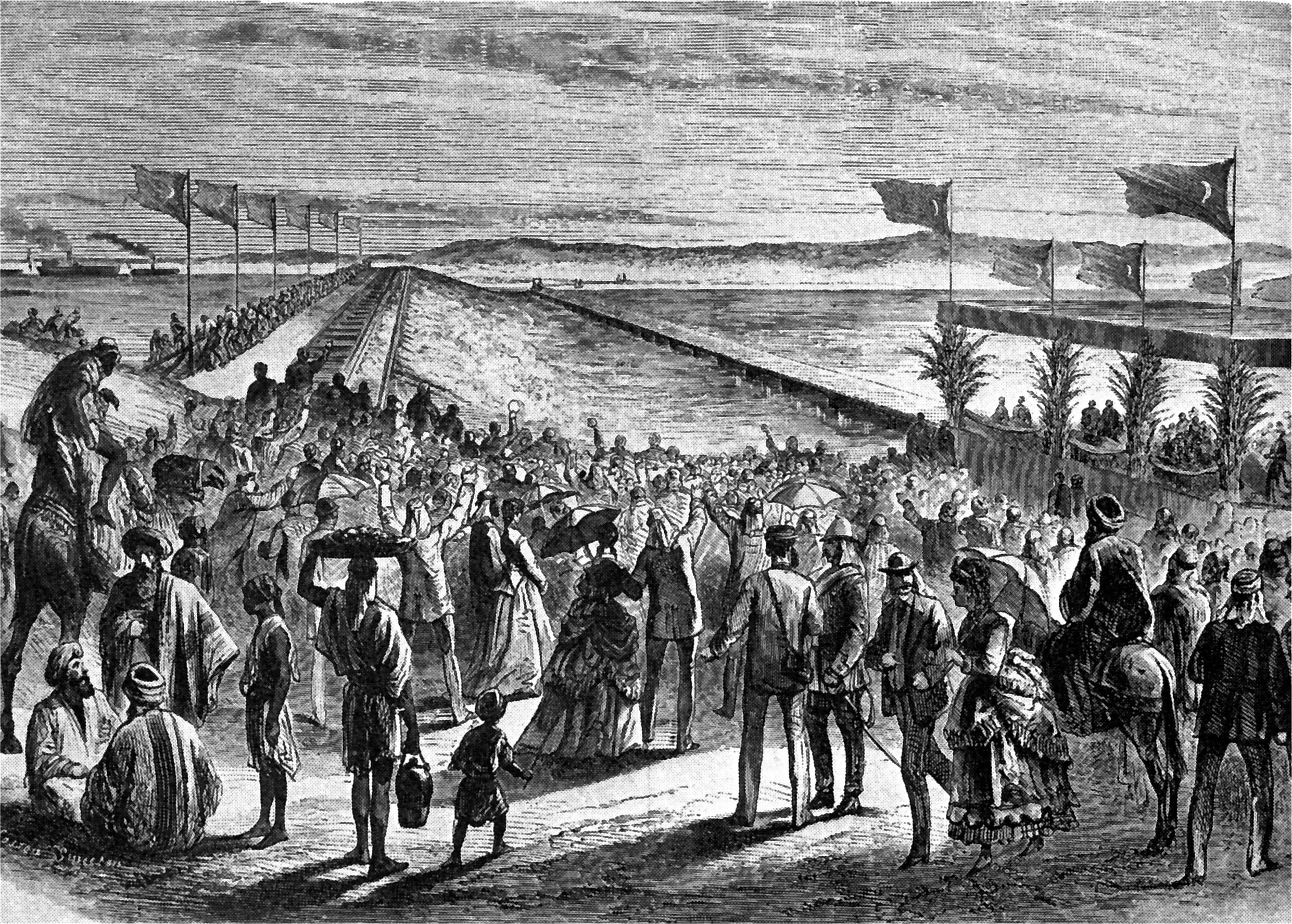
حفل افتتاح قناة السويس في مدينة بور سعيد سنة 1869، خلال عهد السلطان عبد العزيز الأول.

بويع السلطان عبد العزيز الأول بالخلافة وعرش آل عثمان بعد وفاة أخيه عبد المجيد، ومما يذكر في عهده: افتتاح قناة السويس وقيام ثورة في جزيرة كريت تم إخمادها. وكان هذا السلطان كثير التجوال في البلاد الخارجية، فزار مصر وزار فرنسا، وحاول تقريب روسيا إليه حتى تخافه دول أوروبا، لكنه عُزل بناءً على فتوى شرعية بسبب تبذيره أموال الدولة، كما تنص بعض المصادر، وعُثر عليه ميتًا في غرفته فقيل أنه انتحر وقيل أنه قُتل، وتولّى بعده ابن شقيقه عبد المجيد الأول مراد، ولم يستمر عهده أكثر من 3 أشهر، وتم عزله بسبب اختلال عقله.

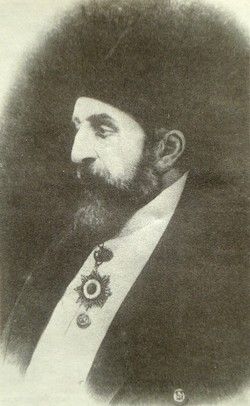
السلطان الغازي عبد الحميد خان الثاني "الكبير"، آخر سلطان فعليّ للدولة العثمانية.

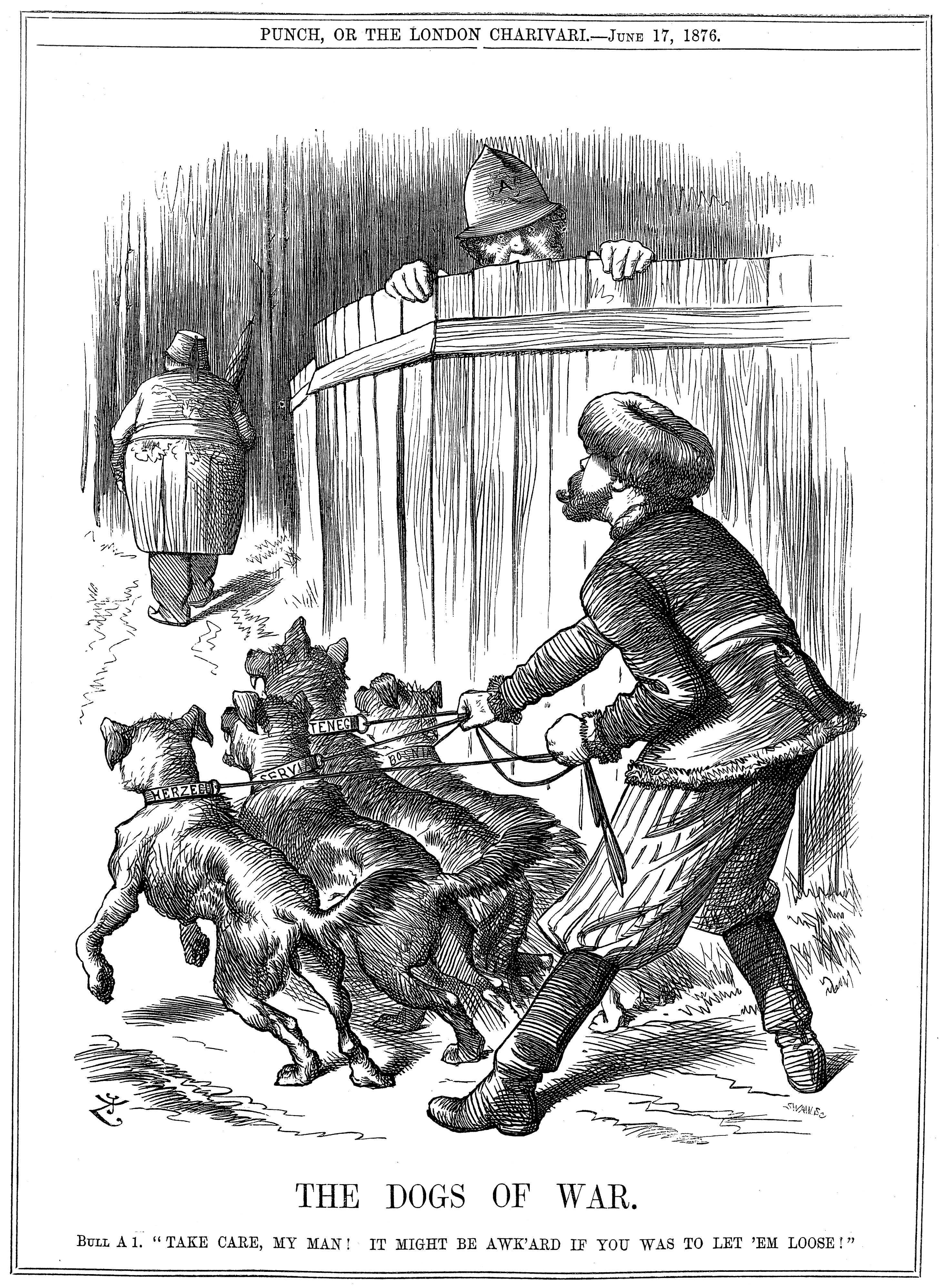
رسم هزلي من مجلة اللكمة البريطانية يعود لتاريخ 17 يونيو سنة 1876، يصوّر الإمبراطورية الروسية بهيئة رجل، على وشك أن تُطلق «كلاب الحرب» البلقانية على الدولة العثمانية، بينما بريطانيا، ممثلة بهيئة شرطي، تحذرها من مغبة عملها. أعلنت الصرب والجبل الأسود الحرب على الدولة العثمانية في اليوم التالي لنشر هذا العدد من المجلة.

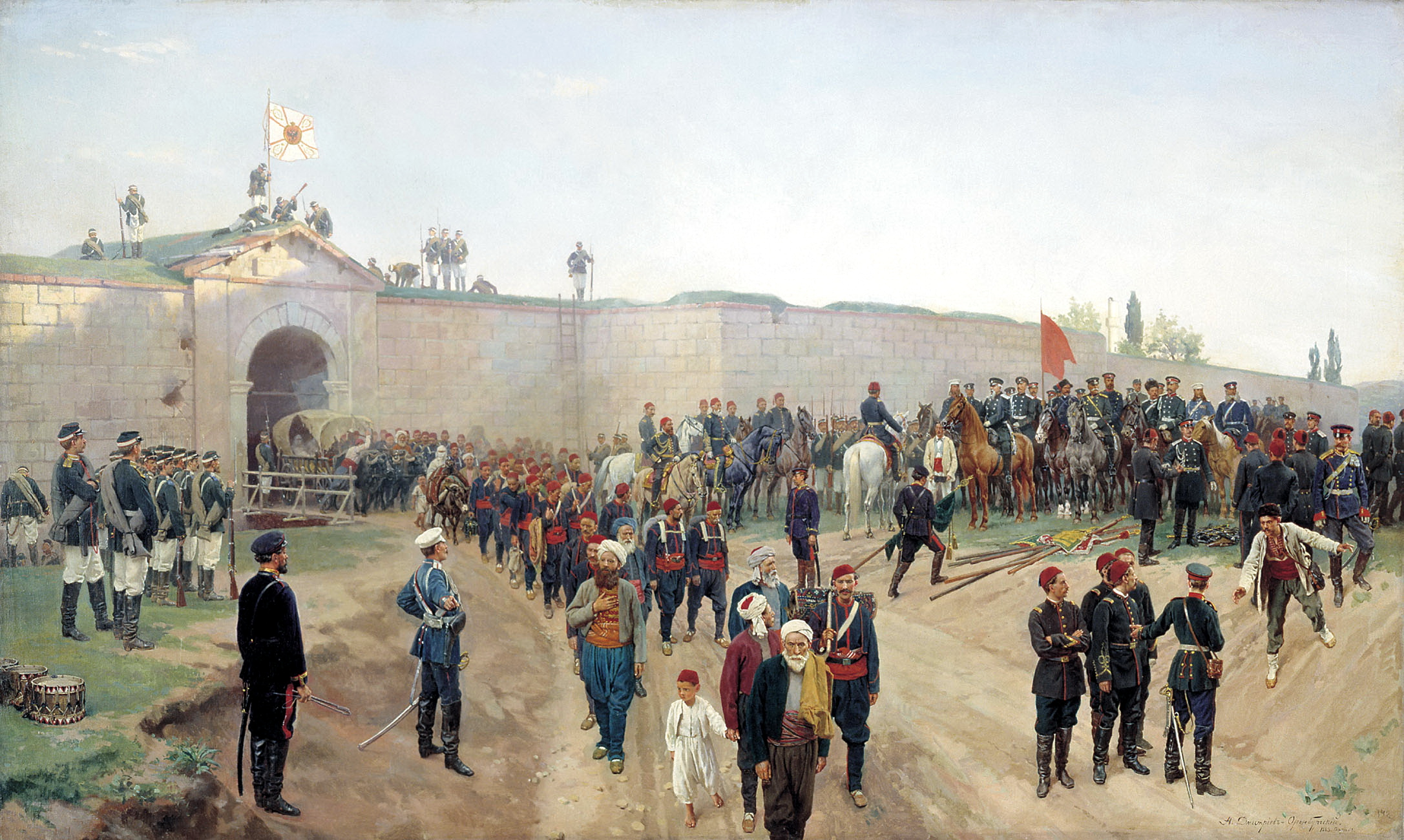
إخلاء المسلمين لمدينة نيكوبول البلغارية بعد سقوطها بيد روسيا، وفق ما نصت عليه معاهدة سان ستيفانو.

## عبد الحميد الثاني
وبعد مراد الخامس بويع عبد الحميد الثاني بالخلافة وعرش السلطنة، وفي ذلك الحين كانت البلاد تمر في أزمات حادة ومصاعب مالية كبيرة، وتشهد ثورات عاتية في البلقان تقوم بها عناصر قومية تتوثبّ لتحقيق انفصالها، وتتعرض لمؤامرات سياسية بهدف اقتسام تركة «الرجل المريض». ومنذ اليوم الأول لارتقائه العرش، واجه السلطان عبد الحميد موقفًا دقيقًا وعصيبًا، فقد كانت الأزمات تهدد كيان الدولة، وازدادت سرعة انتشار الأفكار الانفصالية، وأصبح للوطنية معنى جديد أخذت فكرته تنمو وتترعرع في الولايات العثمانية، ووجد السلطان نفسه مشبع بالثورة والاضطراب. فقد تجددت الثورة في إقليميّ البوسنة والهرسك، واستمرت في بلغاريا، وكان الصرب والجبل الأسود في حالة حرب مع الدولة. ولهذه الأسباب تدخلت الدول الأوروبية لاستغلال الموقف بغية تحقيق مصالحها بحجة إحلال السلام. فشجعت روسيا والنمسا الصرب والجبل الأسود على حرب العثمانيين، حيث رغبت النمسا بضم البوسنة والهرسك، بينما رغبت روسيا بضم الأفلاق والبغدان وبلغاريا، ووعدت روسيا النمسا والصرب والجبل الأسود بالوقوف بجانبهم إذا قامت حرب بينهم وبين العثمانيين.[هل المصدر موثوق به؟] وبالفعل قامت الحرب بين الدولة العثمانية وتلك الدول، إلا أن الجيوش العثمانية استطاعت الانتصار ووصلت إلى مشارف بلغراد، غير أن تدخل أوروبا أوقف الحرب. قدّمت الدول الأوروبية الكبرى لائحة للدولة العثمانية تقضي بتحسين الأحوال المعيشية لرعاياها المسيحيين، ومراقبة الدول الأوروبية لتنفيذ إجراءات التحسين، فرفضت الدولة اللائحة؛ لأن هذا يعتبر تدخلاً صريحًا في شؤونها، فاستغلت روسيا الرفض واعتبرته سببًا كافيًا للحرب، وفي هذه المرة أطلقت أوروبا العنان لروسيا لتتصرف كيفما تشاء مع العثمانيين، فاحتلت الأفلاق والبغدان وبلغاريا ووصلت أدرنة وأصبحت على بعد 50 كيلومترًا فقط من الآستانة، كذلك دخلت جيوشها الأناضول، وعادت الصرب والجبل الأسود لتعلن الحرب على الدولة العثمانية، فاضطرت الأخيرة إلى طلب الصلح، وأبرمت معاهدة سان ستيفانو مع روسيا، التي اعترفت فيها باستقلال الصرب والجبل الأسود والأفلاق والبغدان وبلغاريا، ثمّ تمّ تعديل هذه المعاهدة في مؤتمر عُقد في برلين تمّ بموجبه سلخ المزيد من الأراضي عن الدولة العثمانية. كشفت قرارات مؤتمر برلين عن ضعف الدولة العثمانية، فاستغلت الكيانات السياسية والقومية هذا الضعف، وقامت بانتفاضات على الحكم المركزي بهدف الحصول على الاستقلال الكامل، ودعمتها أوروبا في سبيل تحقيق ذلك، وهكذا توالت الأزمات السياسية في وجه السلطان عبد الحميد الثاني بعد الحرب العثمانية الروسية ومؤتمر برلين. إنضمت تونس إلى قائمة الأقاليم التي فقدتها الدولة العثمانية لصالح أوروبا في عهد عبد الحميد الثاني عندما احتلتها فرنسا، ثم لحقتها قبرص التي احتلتها بريطانيا، وأتبعتها بمصر والسودان، بحجة حماية الدولة العثمانية من أي اعتداء.
لعلّ أهم الأحداث التي جرت في عهد عبد الحميد هي الأزمة الأرمنية وقيام الحركة الصهيونية، ويتفق المؤرخون، المسلمون منهم خاصةً، أن هذين الحدثين هما ما ساهم في تشويه صورة الدولة العثمانية والسلطان عبد الحميد الثاني. وتفصيل الأزمة الأرمنية أن الأرمن طالبوا بعد مؤتمر برلين باستقلالهم، خاصة أن السلطان لم يقم بتطوير يُذكر لأوضاعهم، وعملت البعثات التبشيرية الأوروبية والأمريكية على إذكاء الشعور القومي الأرمني، وفي الوقت نفسه اعتقدت الدوائر الحاكمة في الآستانة أن بعض الأرمن يعملون كعملاء لروسيا وبريطانيا، وساورها الشكوك حول ولائهم، ومن ثم نظرت إليهم على أنهم خطر يهدد كيان الدولة ومستقبلها وأمنها. وتصاعد التوتر في بلاد الأرمن، ولم تلبث أن عمّت الاضطرابات، فخرج حوالي 4000 ارمني عن طاعة السلطان في بدليس بعد تأخر الإصلاحات الموعودة، فقام العثمانيون بالرد على ثورة الأرمن بأن أرسلوا جيشًا مؤلفًا بمعظمه من الأكراد إلى مناطق الثورة حيث دمّروا العديد من القرى الأرمنية وقتلوا كثيرًا من الثوّار ومن ساندهم، فيما أصبح يُعرف باسم «المجازر الحميدية»، وتطور العنف ليشمل المسيحيين بشكل عام كالسريان كما في مجازر ديار بكر. أما الحركة الصهيونية، فنشأت بقيادة ثيودور هرتزل، ودعت إلى إنشاء وطن قومي ليهود العالم في فلسطين الخاضعة للدولة العثمانية وتشجيع اليهود على الهجرة إليها، فأصدر السلطان عبد الحميد فرمانًا يمنع هجرة اليهود إلى الأراضي المقدسة، لكنه اضطر في نهاية المطاف إلى التهاون معها تحت ضغط الدول الأوروبية، وخاصةً بريطانيا.

## معرض صور

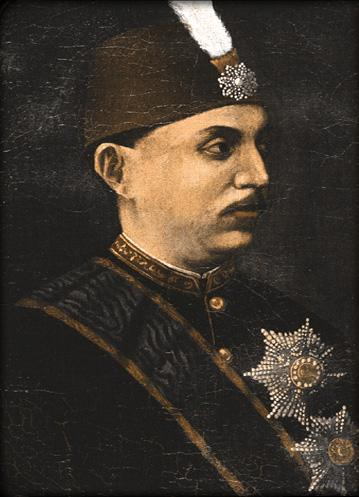
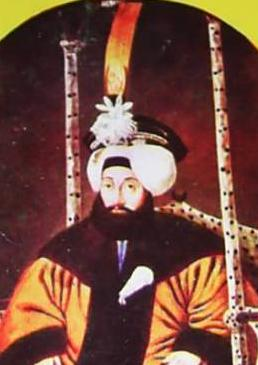
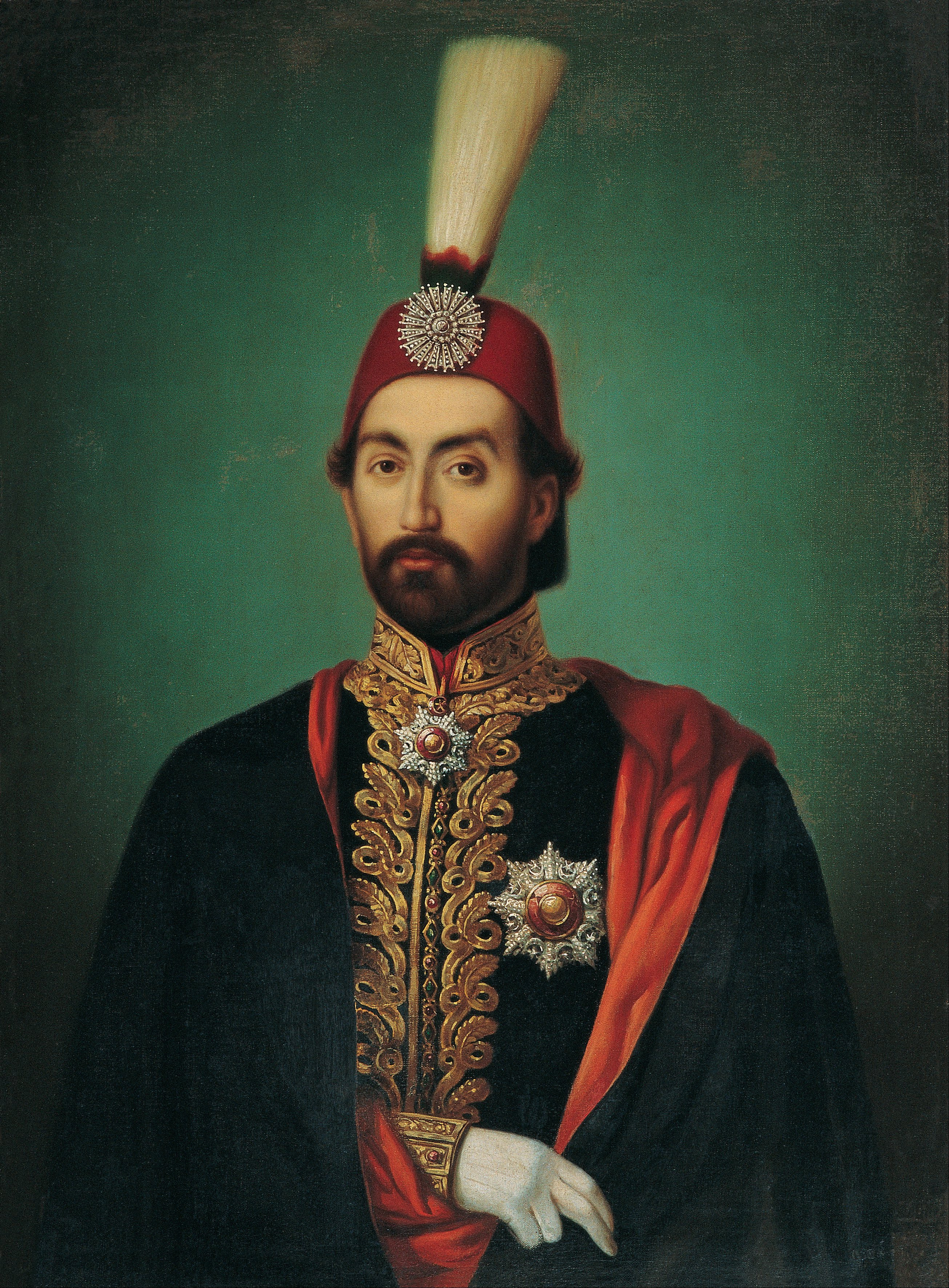
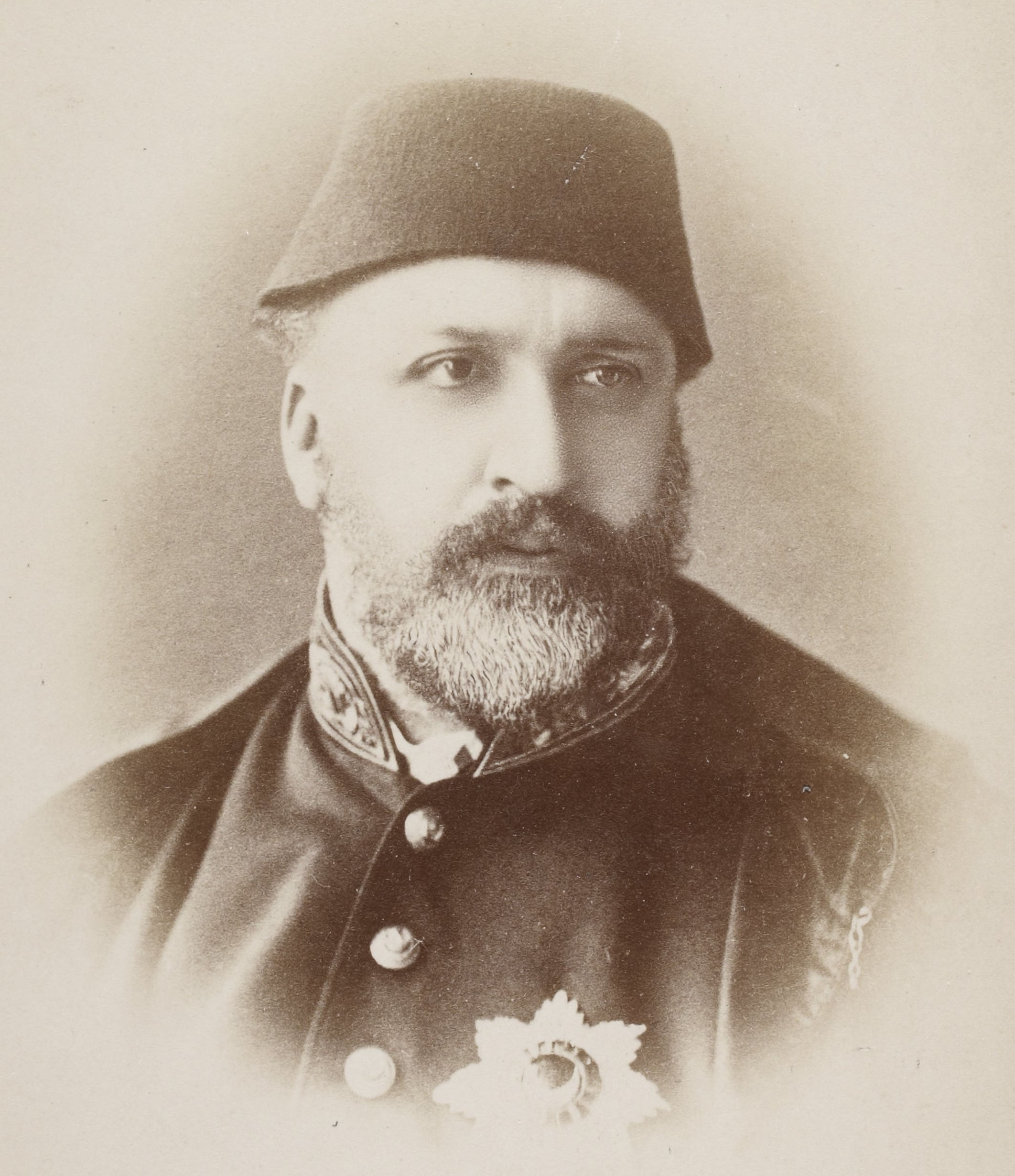